# Strictly Rhythm
La Strictly Rhythm è una delle label che hanno fatto la storia della house music.

## Storia
Nata nel 1989 da un'idea degli esperti A&R Mark Finkelstein e Gladys Pizarro, si è posta l'obiettivo di stampare house music di qualità con un occhio di riguardo alla promozione di nuovi nomi.
Tutti quelli che oggi vengono considerati i guru della scena house hanno debuttato come producer su etichetta Strictly Rhythm: Roger Sanchez, Erick Morillo, Armand Van Helden, insieme e nomi già affermati come Dj Pierre e i Masters at Work.
Molte le pietre miliari uscite da questa label, come Free della cantante Ultra Naté, o I Like to Move It di Reel 2 Real, o ancora Higher State Of Consciounsess di Josh Wink.
Tuttavia all'inizio degli anni duemila i problemi economici costringono la label alla chiusura con enorme rammarico da parte di tutti gli addetti ai lavori e appassionati, e nel 2002 l'avventura della casa "del muro" (dal muro di mattoni presente nel suo logo) termina con la sua acquisizione da parte della major Warner Music Group.
Iniziano dure battaglie legali con la major per riottenere l'intero catalogo e dare almeno la possibilità ai fan di acquistare ristampe di dischi, dopo che la multinazionale ha deciso di non far continuare alla Strictly l'attività di promozione discografica. 
Tuttavia, nel 2006, Finkelstein vince la causa e all'inizio del 2007, in collaborazione col proprietario della Defected Simon Dunmore, rende disponibile il catalogo dell'etichetta sui maggiori siti di vendita di MP3 come beatport, iTunes, traxsource ed altri. Subito dopo iniziano ad essere ristampati i vinili e, soprattutto, l'annuncio che la casa accetterà nuovi demo in quanto di nuovo in attività.